# Patio de San Juan de la Cartuja de Porta Coeli, València
EL Patio de San Juan de la Cartuja de Porta Coeli, València és un quadre realitzat en 1896 pel pintor valencià Joaquim Sorolla i Bastida.

## Descripció
Es tracta d'una obra que pertany al llegat fundacional del Museu Sorolla. Mostra «el pati de Sant Joan de la Cartoixa de Porta Coeli», a València, il·luminat pel sol. A la dreta apareix un mur amb pedrís de maçoneria, porta de fusta i dues teuladetes. Al capdavant està l'arc d'ingrés, de mig punt, que condueix al vestíbul i una escalinata exterior de l'edifici. El pis superior presenta una galeria d'arcs rebaixats, sustentats sobre columnes, amb una teulada voladissa sobre permòdols.
Encara estant un tema ja tractat per altres artistes, Sorolla va descobrir la possibilitat d'oferir un toc personal dels patis; en aquest cas, deixa de banda els edificis grans i emblemàtics i se centra en interiors senzills i gairebé sense importància. Juga amb els efectes de sol i ombra a través d'una gamma d'ocres i grisos blavosos, per contrast amb el blanc de les parets. Aquest tipus d'obres posseeixen un mateix esquema: un primer pla buit que condueix la mirada cap al fons, on se situa una porta oberta.